# Octomeria tricolor
Octomeria tricolor là một loài lan đặc hữu của đông nam Brasil.

## Hình ảnh

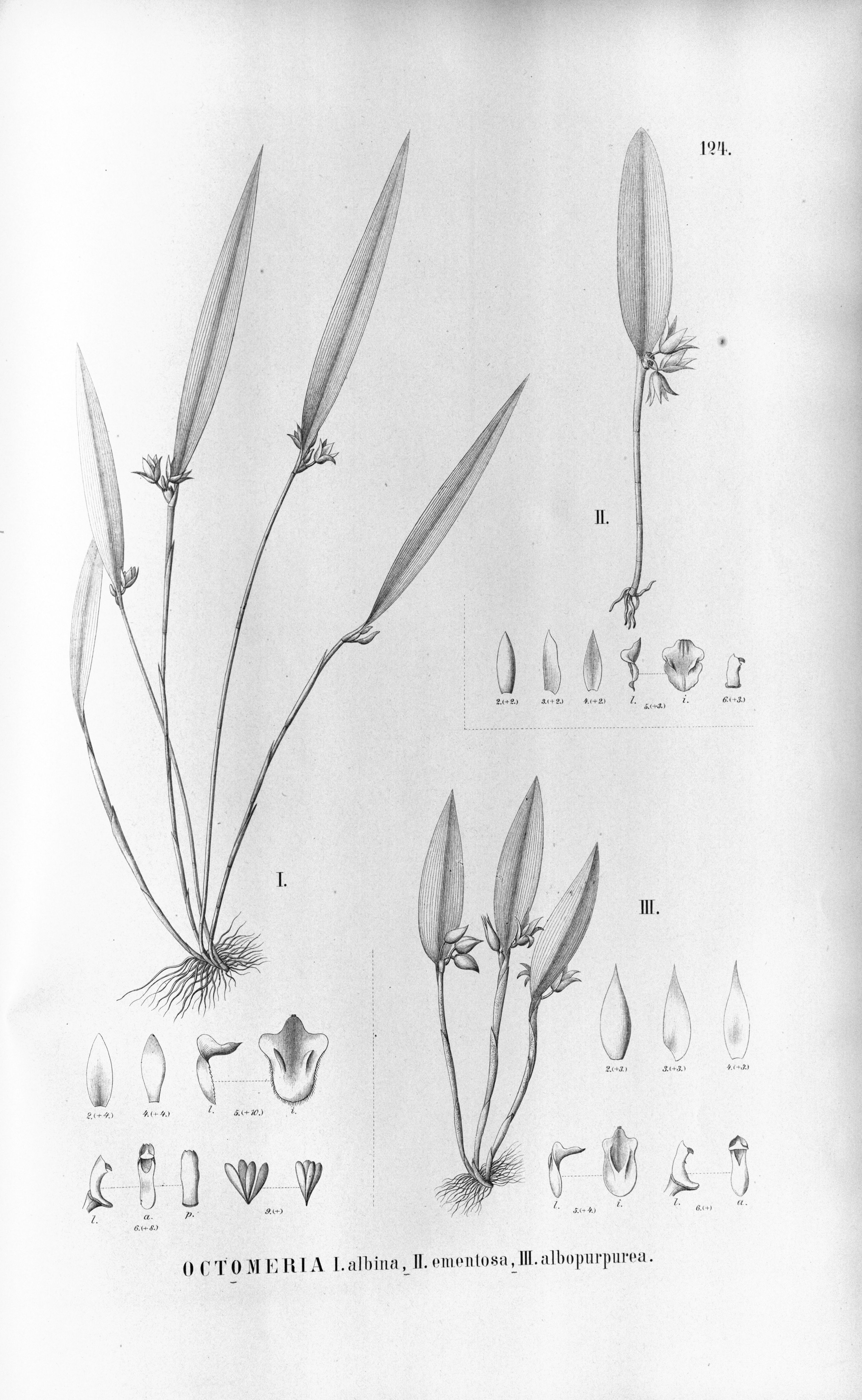